# Gamarús pigallat
El gamarús pigallat (Strix occidentalis) és una espècie d'ocell de la família dels estrígids (Strigidae). Habita boscos de coníferes i mixtes de l'oest d'Amèrica del Nord, des del sud de la Colúmbia Britànica, cap al sud, a través del nord-oest, oest, sud-oest i sud dels Estats Units, fins a Mèxic central. El seu estat de conservació es considera gairebé amenaçat.